# Resplendor
Resplendor is een gemeente in de Braziliaanse deelstaat Minas Gerais. De gemeente telt 17.226 inwoners (schatting 2022).

## Aangrenzende gemeenten
De gemeente grenst aan Conselheiro Pena, Cuparaque, Goiabeira, Itueta, Santa Rita do Itueto, Alto Rio Novo (ES), Baixo Guandu (ES) en Pancas (ES).